# Nedvězí (Slaná)
Nedvězí je vesnice, část obce Slaná v okrese Semily. Nachází se asi 2 km na jihovýchod od Slané. Prochází tudy železniční trať Pardubice–Liberec se zastávkou Nedvězí. Nedvězí leží v katastrálním území Nedvězí u Semil o rozloze 2,6 km². V katastrálním území Nedvězí u Semil leží i Sutice.

## Historie
První písemná zmínka o vesnici pochází z roku 1322.